# آنتوان تادو
آنتوان تادو (انگلیسی: Antoine Taudou; ۲۴ اوت ۱۸۴۶ – ۶ ژوئیهٔ ۱۹۲۵) آهنگساز، مربی موسیقی، و استاد دانشگاه اهل فرانسه بود.

## افتخارات
وی همچنین برندهٔ جوایزی همچون لژیون دونور (شوالیه) و جایزه بزرگ رم شده‌است.